# Památník dětských obětí války
Památník dětských obětí války je figurální sousoší umístěné v blízkosti Památníku Lidice. Je věnované lidickým dětem, které byly zavražděny ve vyhlazovacím táboře Chelmno.
Sousoší je dílem Marie Uchytilové a Jiřího Václava Hampla. Myšlenka vytvořit tento monument pochází od Marie. Po její smrti v listopadu 1989 dílo dokončil J. V. Hampl. V roce 2008 byla změněna deska u pomníku, na které už nebyl uveden jako spoluautor. Několikaletý soudní spor skončil v roce 2018 v Hamplův prospěch.

## Historie
Pro památník byl zbudován odpovídající atelier. Manželé zakoupili menší chalupu a rodiče J. V. Hampla darovali sousední pozemek nezbytný k tak rozsáhlé stavbě. Se sochami se opravdu začalo v roce 1969. Prvních 30 soch (z 82) bylo instalováno v roce 1995, posledních sedm o pět let později.
Této práci se oba v podstatě obětovali. Ostatní jejich tvorba začala být jaksi druhotná. Zejména po smrti manželky ještě dva roky sám dokončoval a retušoval jednotlivé sochy ze sousoší.
S oběma umělci pracoval v atelieru také výtvarník, malíř a grafik Miloslav Křišta. Zhotovoval kresby sousoší v životní velikosti z různých pohledů. Také se podílel mnoho let na pracích spojených s těžkou sochařskou prací. Po odlití byly jednotlivé modely soch poškozeny, musely být tedy znovu retušovány, což představovalo další rok práce. Celé sádrové sousoší daroval J. V. Hampl Muzeu severního Plzeňska – Mariánské Týnici, kde bylo do roku 2015 vystaveno v kostele Zvěstování Panny Marie. Tomuto muzeu také daroval soubor děl M. Uchytilové a prací společných – medailí, soch a modelů. Muzeum soubor díla M. Uchytilové a J. V. Hampla rozpustilo a stálou výstavní síň zrušilo.
Dne 19. listopadu 2010 byla zjištěna krádež sochy malého dítěte (třetí zprava). Již 17. ledna 2011 byla nahrazena novým odlitkem. Odlitek zhotovený technologií se silikonovým kaučukem stál jen 30 000 korun, jelikož sochař Oldřich Hejtmánek se vzdal nároků na honorář.

## Sbírka na obnovu
V březnu 2024 Památník Lidice vyhlásil sbírku na obnovu pomníku dětských obětí, který je v havarijním stavu. Zhruba dva miliony korun na tento účel Památníku Lidice odkázal americký občan Donald R. Yadesky. Obdobnou částku věnoval na obnovu základů Horákova statku.

## Galerie

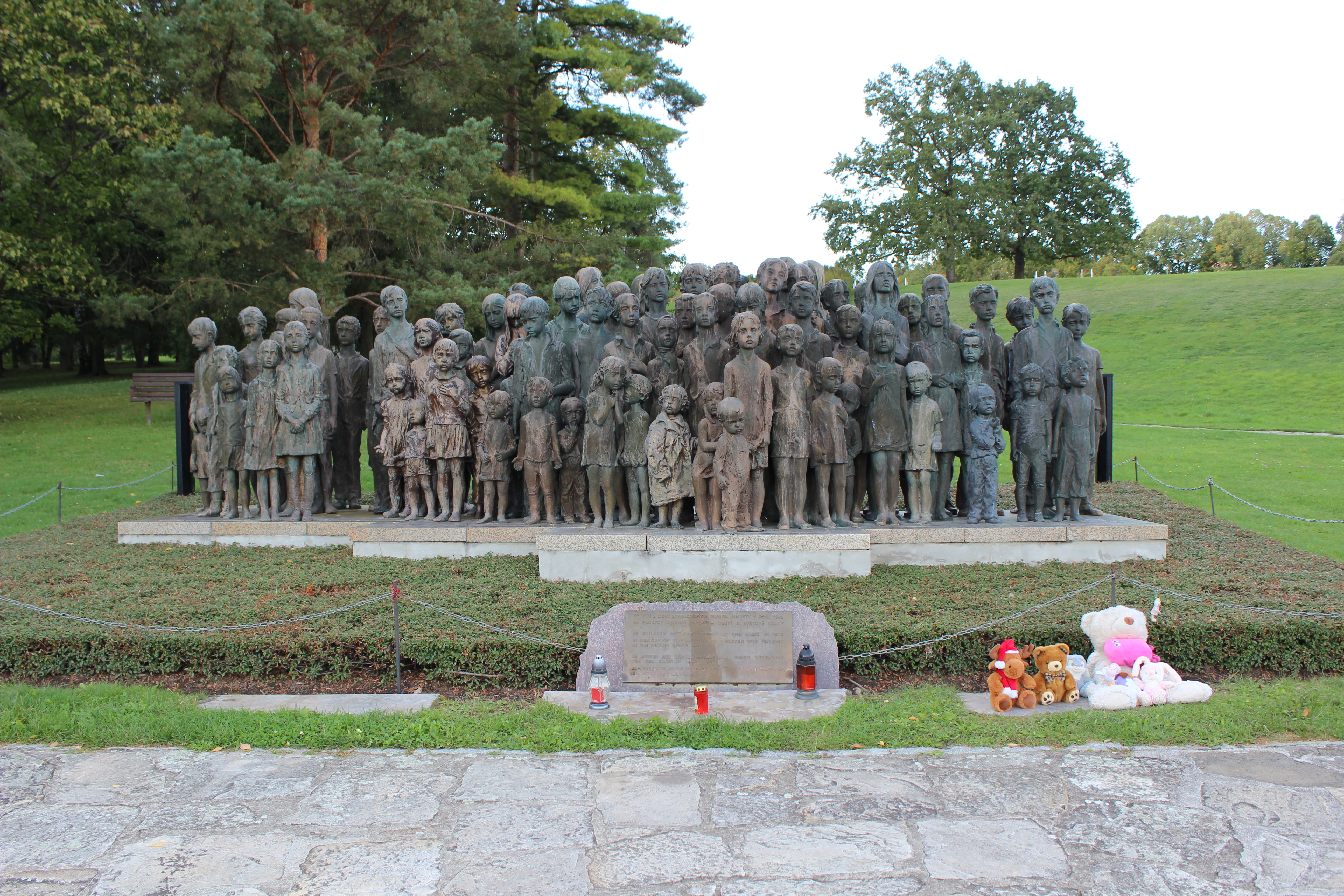
Pomník dětských obětí války – celkový pohled
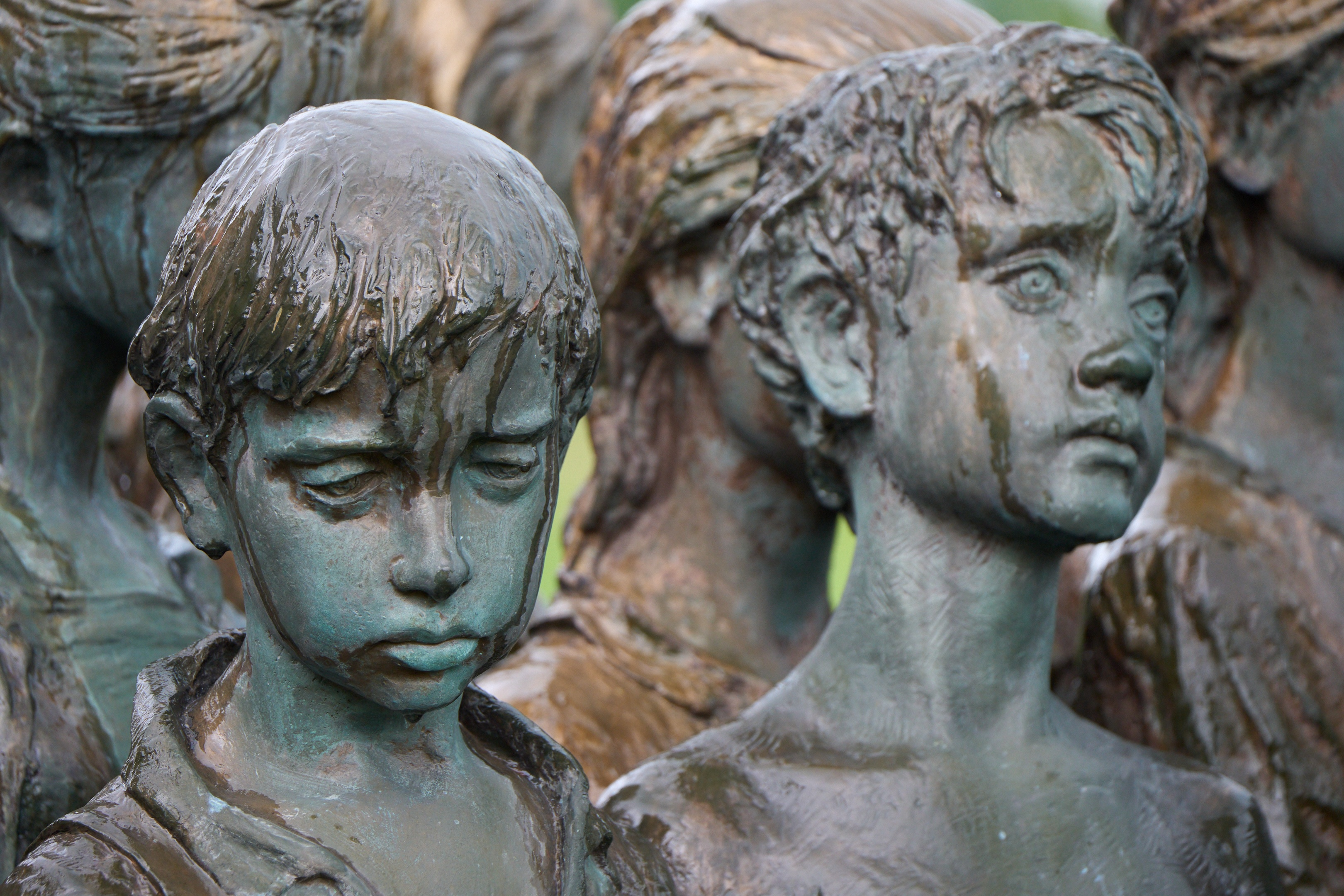
Detail
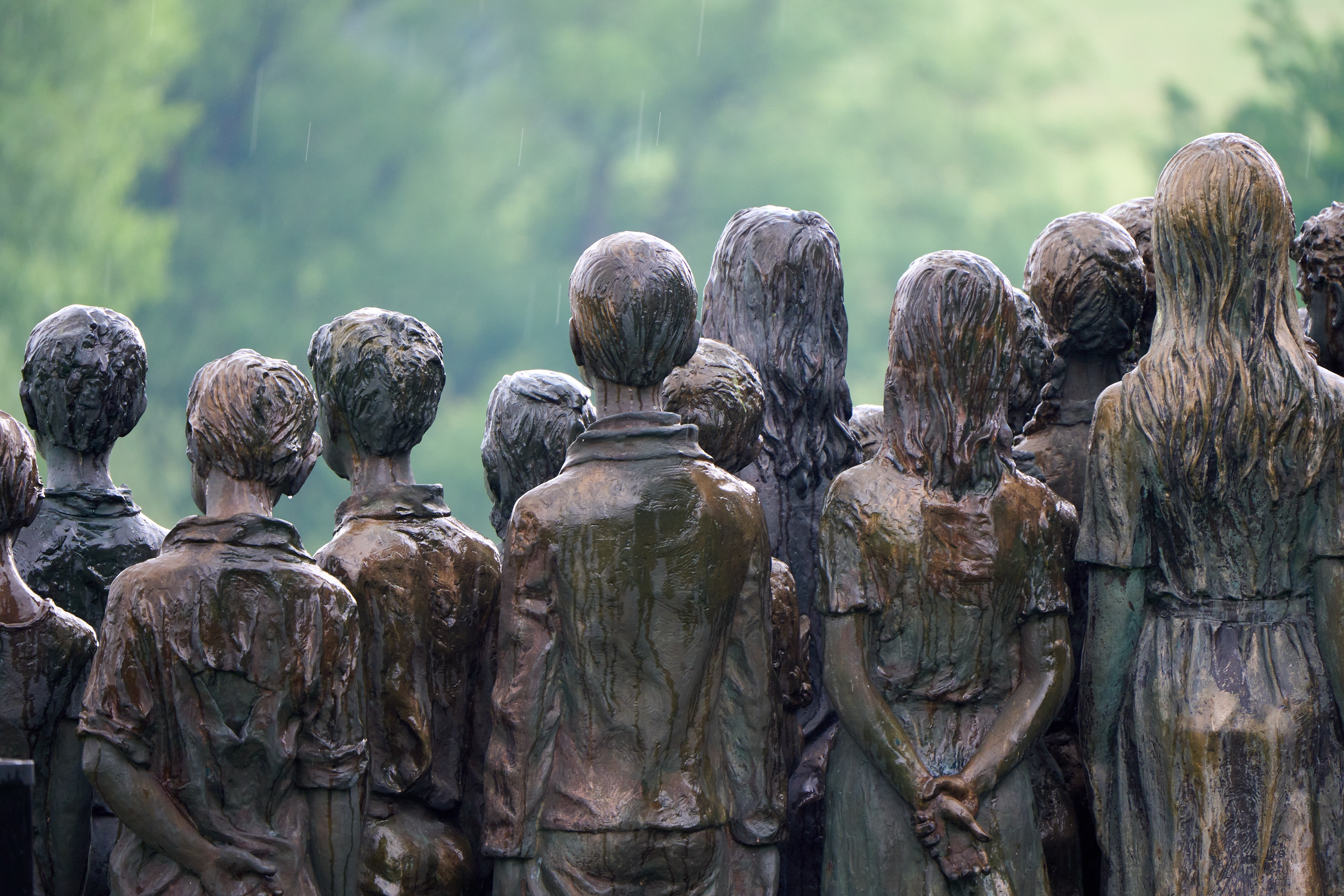
Zadní pohled
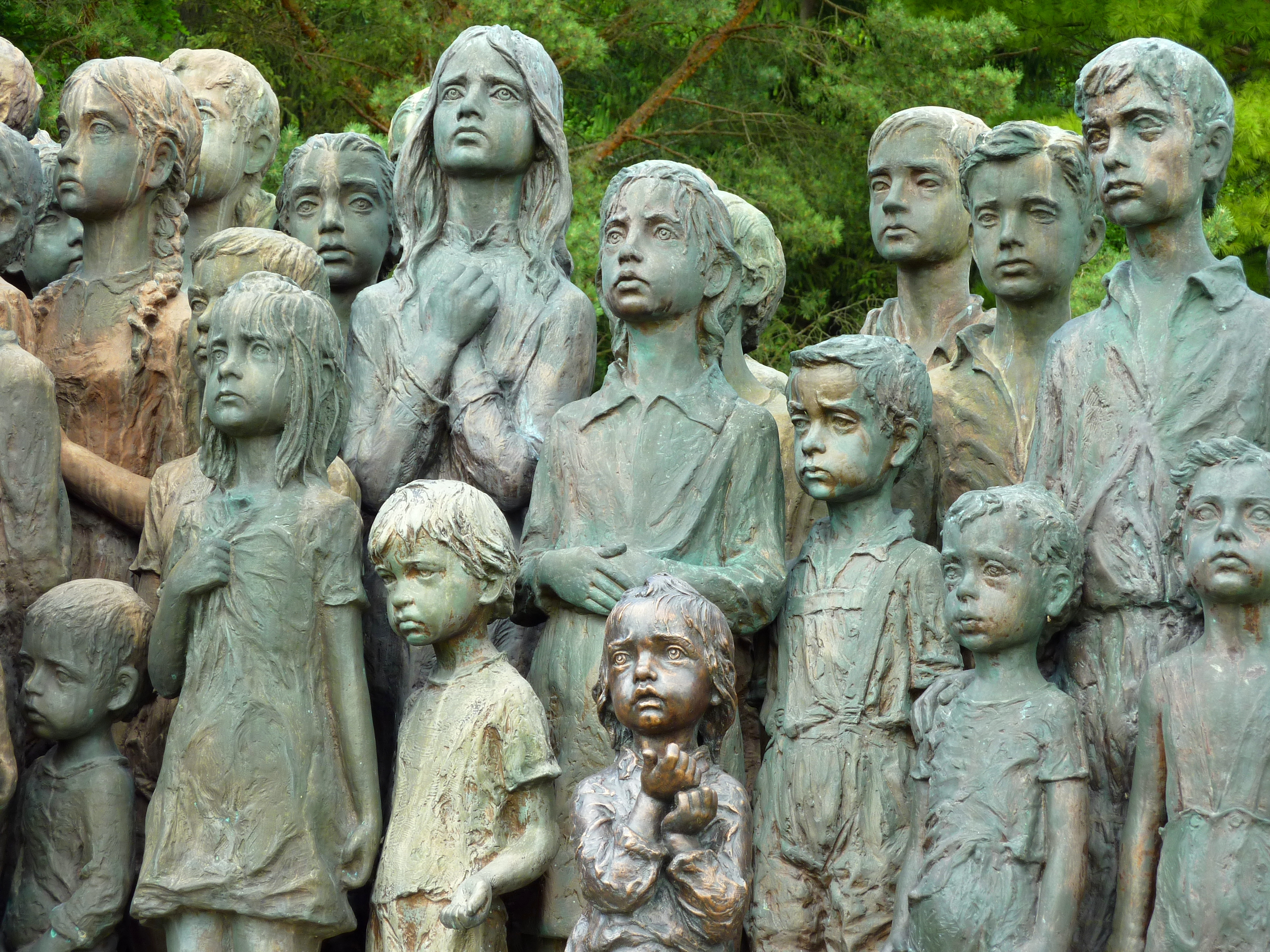
Detail